# Supstancija
Supstancija je biće koje ne pretpostavlja ni jedno drugo biće koje bi imalo svoj prvotni bitak i kojemu bi bilo daljnje određenje. Ona je temeljni oblik bitka, ono što postoji u sebi i po sebi. Supstancija je tako, npr. čovjek, jer on po svojoj naravi mora opstojati u sebi - mora postojati kao individuum različit od onoga što ga okružuje. Dakle, sve što postoji kao različito od onoga čime je okruženo, a što ne treba ni jedno drugo biće za svoje opstojanje je supstancija.  